# 미디어 믹스
미디어 믹스(일본어: メディアミックス, 영어: media mix)는 하나의 상품 또는 미디어 소스를 여러 미디어 형태로 확장하여 판매 및 판촉하는 것을 일컫는 일본식 영어 조어이다. 유사한 표현으로는 대한민국의 원 소스 멀티 유즈와 영어권의 미디어 프랜차이즈가 있다.

## 개요
미디어 믹스는 원래 광고업계의 용어로, 상품을 광고하기 위해 여러 매체(미디어)를 조합함으로써, 각 매체의 약점을 보완하는 수법을 가리키는 말이었다. 하지만 최근에는 하나의 매체로 표현할 수 없는 것을 소설, 만화, 애니메이션, 게임, 음악CD, TV드라마, 영화, 탤런트, 캐릭터 상품 판매 등의 다양한 방면으로 전개하는 것을 뜻하기도 한다.
대개 일본의 오타쿠 문화에서 더욱 활성화된 편으로 어떤 매체로서의 작품이 인기를 끌면 다른 매체의 작품으로 파생되는 경우가 많다.
또 최근에는 작품을 다양한 관점에서 묘사하는 수단으로 활용되기도 한다. 이런 경우는 처음 기획단계에서부터 다양한 미디어로 동시에 발표할 것을 염두에 두는 경우도 있는데 이러한 예로는 《BLOOD》, 《.hack》, 《갤럭시 앤젤》 등을 들 수 있다.